# Harry Rapf
Harry Rapf est un producteur américain né le 16 octobre 1882 et mort le 6 février 1949.

## Filmographie
- 1917 : To-Day
- 1918 : Lune de miel imprévue (The Accidental Honeymoon)
- 1918 : The Sins of the Children
- 1918 : Wanted for Murder
- 1918 : The Struggle Everlasting
- 1921 : Why Girls Leave Home
- 1922 : Your Best Friend
- 1922 : Rags to Riches
- 1922 : Heroes of the Street
- 1923 : La Première Femme (Brass) de Sidney Franklin
- 1923 : Where the North Begins
- 1923 : Lucretia Lombard
- 1926 : Dance Madness
- 1926 : Tom, champion du stade (Brown of Harvard) de Jack Conway
- 1926 : Maître Nicole et son fiancé (The Waning Sex) de Robert Z. Leonard
- 1927 : L'Homme de la nuit (After Midnight) de Monta Bell
- 1929 : The Broadway Melody
- 1929 : Hollywood chante et danse (The Hollywood Revue of 1929)
- 1930 : Min and Bill
- 1931 : The Man in Possession
- 1931 : Le Champion (The Champ), de King Vidor
- 1931 : Fascination (Possessed)
- 1932 : Emma
- 1932 : Lovers Courageous
- 1932 : Le Plombier amoureux (The Passionate Plumber)
- 1932 : La Monstrueuse Parade (Freaks)
- 1932 : New Morals for Old (en)
- 1932 : Grand Cœur (Divorce in the Family) de Charles Reisner
- 1933 : Looking Forward
- 1933 : Tugboat Annie de Mervyn LeRoy
- 1933 : Turn Back the Clock
- 1933 : Les Pantins (Broadway to Hollywood) de Willard Mack
- 1933 : The Chief
- 1933 : Christopher Bean
- 1934 : Hollywood Party
- 1934 : Une méchante femme (A Wicked Woman) de Charles Brabin
- 1935 : La Chanson de la jeunesse
- 1935 : La Double Vengeance (The Murder Man)
- 1935 : How to Sleep (en)
- 1935 : The Perfect Gentleman
- 1935 : On a volé les perles Koronoff (Whipsaw)
- 1936 : Tough Guy
- 1936 : The Three Wise Guys
- 1936 : We Went to College
- 1936 : Piccadilly Jim
- 1936 : Old Hutch
- 1936 : Mad Holiday
- 1937 : Espionnage
- 1937 : The Good Old Soak
- 1937 : They Gave Him a Gun
- 1937 : La Vie, l'Art et l'Amour (Live, Love and Learn) de George Fitzmaurice
- 1937 : Thoroughbreds Don't Cry
- 1937 : The Bad Man of Brimstone
- 1938 : Everybody Sing
- 1938 : Compagnons d'infortune (Stablemates)
- 1938 : The Girl Downstairs
- 1939 : Burn 'Em Up O'Connor
- 1939 : Let Freedom Ring (en) de Jack Conway
- 1939 : La Féerie de la glace (The Ice Follies of 1939)
- 1939 : Henry Goes Arizona
- 1940 : Forty Little Mothers
- 1942 : Un Américain pur sang (Joe Smith, American)
- 1943 : The Youngest Profession
- 1943 : Fidèle Lassie (Lassie Come Home)
- 1946 : Gallant Bess
- 1949 : La Scène du crime (Scene of the Crime)